# Héctor Valdivielso Sáez
Héctor Valdivielso Sáez en religion Benito de Jesus (1910 - 1934), est un saint de l'Église catholique. Il est le premier saint natif d'Argentine.

## Biographie
Héctor Valdivielso Sáez est né le 31 octobre 1910 à Buenos Aires, en Argentine ses parents y ayant émigré. Ils reviennent assez vite en Espagne, et sa famille s'installe à Briviesca dans la province de Burgos.
Hector entre alors chez les Frères des écoles chrétiennes, à Bujedo, et prend le nom de Benito de Jesús, tandis que son père part pour le Mexique. 
Ses supérieurs lui proposent de devenir missionnaire. Il se rend alors en Belgique, où se trouve la maison généralice. Il prononce ses vœux en 1927, et en 1929 il est nommé à Astorga. 
Là, il enseigne, et mène parallèlement un apostolat missionnaire, diffusant la presse catholique, et écrivant divers articles. En 1933, il est à Turón où il continue les mêmes activités. Il meurt fusillé le 9 octobre 1934 durant la Révolution asturienne avec huit autres frères. Il n'avait pas encore vingt-quatre ans.

## Vénération

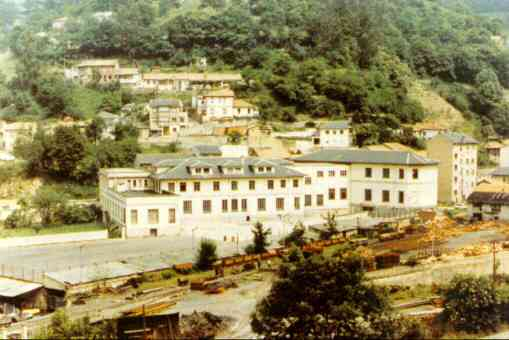
Le collège La Salle, où le saint passa les derniers moments de sa vie.

- Il a été béatifié à Rome par le pape Jean-Paul II le 29 avril 1990,
- Et canonisé le 21 novembre 1999 à Rome par Jean-Paul II.
- Il est fêté le 9 octobre.

## Sources
- Osservatore Romano : 1990 no 19 - 1999 no 47 p. 1-4 - no 48 p. 4.
- Documentation Catholique : 1990 no ? p. 578 - 1999 no 22 p. 1071-1073.